# Zapel
Zapel è un comune di 421 abitanti del Meclemburgo-Pomerania Anteriore, in Germania.

Appartiene al circondario di Ludwigslust-Parchim ed è amministrato dall'Amt Crivitz.